# NSWRL 1977
Die NSWRL 1977 war die 70. Saison der New South Wales Rugby League Premiership, der ersten australischen Rugby-League-Meisterschaft. Den ersten Tabellenplatz nach Ende der regulären Saison belegten die Parramatta Eels. Diese trafen im Finale auf die St. George Dragons. Nachdem das eigentliche Finale 9:9 ausging, gewann St. George das Wiederholungsspiel 22:0 und gewann damit die NSWRL zum 14. Mal.

## Tabelle
|      | Team                          | Spiele | Siege | Unent. | Ndlg. | Spiel- punkte | Diff. | Tabellen- punkte |
| ---- | ----------------------------- | ------ | ----- | ------ | ----- | ------------- | ----- | ---------------- |
| 01.  | Parramatta Eels               | 22     | 19    | 0      | 3     | 448:280       | + 168 | 38               |
| 02.  | St. George Dragons            | 22     | 17    | 0      | 5     | 402:260       | + 142 | 34               |
| 03.  | Eastern Suburbs Roosters      | 22     | 15    | 1      | 6     | 392:207       | + 185 | 31               |
| 04.  | Balmain Tigers                | 22     | 13    | 2      | 7     | 417:288       | + 129 | 28               |
| 05.  | Manly-Warringah Sea Eagles    | 22     | 14    | 0      | 8     | 352:269       | + 83  | 28               |
| 06.  | Cronulla-Sutherland Sharks    | 22     | 13    | 0      | 9     | 433:312       | + 121 | 26               |
| 07.  | Canterbury-Bankstown Bulldogs | 22     | 10    | 1      | 11    | 283:239       | + 44  | 21               |
| 08.  | North Sydney Bears            | 22     | 10    | 1      | 11    | 377:390       | - 13  | 21               |
| 09.  | Western Suburbs Magpies       | 22     | 7     | 0      | 15    | 247:438       | - 191 | 14               |
| 010. | Penrith Panthers              | 22     | 6     | 1      | 15    | 319:408       | - 89  | 13               |
| 011. | South Sydney Rabbitohs        | 22     | 3     | 0      | 19    | 250:479       | - 229 | 6                |
| 012. | Newtown Jets                  | 22     | 2     | 0      | 20    | 254:604       | - 350 | 4                |

## Playoffs

### Ausscheidungs/Qualifikationsplayoffs
| 27. August | St. George Dragons | 19 : 14 | Eastern Suburbs Roosters | Sydney Cricket Ground, Sydney Zuschauer: 28.288 Schiedsrichter: Jack Danzey |
| 27. August | (7:7) Bericht      |         |                          | Sydney Cricket Ground, Sydney Zuschauer: 28.288 Schiedsrichter: Jack Danzey |

| 28. August | Balmain Tigers | 23 : 15 | Manly-Warringah Sea Eagles | Sydney Cricket Ground, Sydney Zuschauer: 20.716 Schiedsrichter: Gary Cook |
| 28. August | (7:5) Bericht  |         |                            | Sydney Cricket Ground, Sydney Zuschauer: 20.716 Schiedsrichter: Gary Cook |

| 3. September | St. George Dragons | 10 : 5 | Parramatta Eels | Sydney Cricket Ground, Sydney Zuschauer: 29.794 Schiedsrichter: Jack Danzey |
| 3. September | (2:0) Bericht      |        |                 | Sydney Cricket Ground, Sydney Zuschauer: 29.794 Schiedsrichter: Jack Danzey |

| 4. September | Eastern Suburbs Roosters | 26 : 2 | Balmain Tigers | Sydney Cricket Ground, Sydney Zuschauer: 23.785 Schiedsrichter: Gary Cook |
| 4. September | (12:2) Bericht           |        |                | Sydney Cricket Ground, Sydney Zuschauer: 23.785 Schiedsrichter: Gary Cook |

### Halbfinale
| 10. September | Parramatta Eels | 13 : 5 | Eastern Suburbs Roosters | Sydney Cricket Ground, Sydney Zuschauer: 39.095 Schiedsrichter: Gary Cook |
| 10. September | (2:0) Bericht   |        |                          | Sydney Cricket Ground, Sydney Zuschauer: 39.095 Schiedsrichter: Gary Cook |

### Grand Final
| 17. September | St. George Dragons | 9 : 9 | Parramatta Eels | Sydney Cricket Ground, Sydney Zuschauer: 65.959 Schiedsrichter: Gary Cook |
| 17. September | (9:0) Bericht      |       |                 | Sydney Cricket Ground, Sydney Zuschauer: 65.959 Schiedsrichter: Gary Cook |

#### Wiederholungsspiel
| 24. September | St. George Dragons                                                                                          | 22 : 0        | Parramatta Eels | Sydney Cricket Ground, Sydney Zuschauer: 47.828 Schiedsrichter: Gary Cook |
| 24. September | Versuche: Bailey, Jansen, Stone Erhöhungen: Goodwin (3/3) Straftritte: Goodwin (3/4) Dropgoals: Goodwin (1) | (7:0) Bericht |                 | Sydney Cricket Ground, Sydney Zuschauer: 47.828 Schiedsrichter: Gary Cook |

| 1                  | Ted Goodwin   |
| 2                  | Steve Butler  |
| 3                  | Graham Quinn  |
| 4                  | Robert Finch  |
| 5                  | John Chapman  |
| 6                  | Rod McGregor  |
| 17                 | John Bailey   |
| 8                  | Bruce Starkey |
| 9                  | Steve Edge    |
| 10                 | Craig Young   |
| 11                 | Robert Stone  |
| 12                 | John Jansen   |
| 13                 | Rod Reddy     |
| Auswechselspieler: |               |
| 20                 | Barry Beath   |

| 1                  | Mark Levy        |
| 2                  | Jim Porter       |
| 3                  | Mick Cronin      |
| 4                  | Ed Sulkowicz     |
| 5                  | Graeme Atkins    |
| 6                  | John Peard       |
| 7                  | John Kolc        |
| 8                  | Graeme Olling    |
| 9                  | Ron Hilditch     |
| 14                 | John Baker       |
| 11                 | Ray Higgs        |
| 12                 | Geoff Gerard     |
| 13                 | Ray Price        |
| Auswechselspieler: |                  |
| 11                 | Denis Fitzgerald |